# تنظير مهبلي
التنظير المهبلي هو إجراء عبارة عن منظار ذو ضوء أزرق-أبيض يستخدم لفحص عنق الرحم للكشف عن الأمراض السرطانية أو ما قبل السرطانية. يتم وضح حامض  الخليك على عنق الرحم و يترك لمدة 60 ثانية ثم يٌفحص عنق الرحم بصورة مكبرة بقوة  . ينبعث الضوء من عصا مضاءة ملحقة بالجانب الداخلي من الشفرة العلوية بشريط لاصق 4-6x.
يكون الاختبار استكمالا لعملية مسح عنق الرحم.إذا كانت النتيجة بالسلب فذلك تأكيدا على عدم وجود المرض.
اختُرع المنظار عام 1988 واعتمدته إدارة الغذاء والدواء الأمريكية جزء إضافيا لمسح عنق الرحم في عام 1995.
لا يوجد في الوقت الراهن نظام ترميز للإجراءات المشتركة للرعاية الصحية  أو مصطلحات إجرائية حالية  لهذا المنظار ولا تغطي معظم شركات التأمين الطبي ذلك الإجراء. توفر العصا المضاءة الضوء لمدة تتراوح بين 15-20 دقيقة. 